# Cá bàng chài đầu đen
Cá bàng chài đầu đen (danh pháp hai phần: Thalassoma lunare) là một loài cá biển thuộc chi Thalassoma trong họ Cá bàng chài. Loài này được mô tả lần đầu tiên vào năm 1758.

## Từ nguyên
Từ định danh lunare trong tiếng Latinh có nghĩa là "liên quan đến mặt trăng", hàm ý đề cập đến vây đuôi có hình bán nguyệt hoặc hình lưỡi liềm như trăng non.

## Phạm vi phân bố và môi trường sống
T. lunare có phạm vi phân bố rộng rãi trên khắp Ấn Độ Dương - Thái Bình Dương. Từ Biển Đỏ và biển Ả Rập, loài này được ghi nhận theo bờ biển Oman và Yemen, trải dài xuống bờ biển Đông Phi đến Nam Phi, bao gồm Madagascar và các đảo quốc xung quanh; từ bờ biển Nam Ấn Độ và Sri Lanka, trải dài về phía nam đến Chagos, đảo Giáng Sinh và quần đảo Cocos (Keeling), xa hơn nữa là đến bờ biển bang Tây Úc (bao gồm các rạn san hô vòng và bãi cạn ngoài khơi); từ biển Andaman trải rộng trên khắp vùng biển các nước Đông Nam Á, ngược lên phía bắc đến đảo Đài Loan và vùng biển Nam Nhật Bản, về phía nam trải dài đến rạn san hô Great Barrier và bờ biển Đông Úc, xa hơn là đến Bắc New Zealand; ở phạm vi phía đông được ghi nhận tại hầu hết các đảo quốc và quần đảo thuộc châu Đại Dương (ngoại trừ quần đảo Hawaii).
T. lunare sống gần các rạn san hô viền bờ và trong các đầm phá ở độ sâu đến ít nhất là 30 m.

## Mô tả

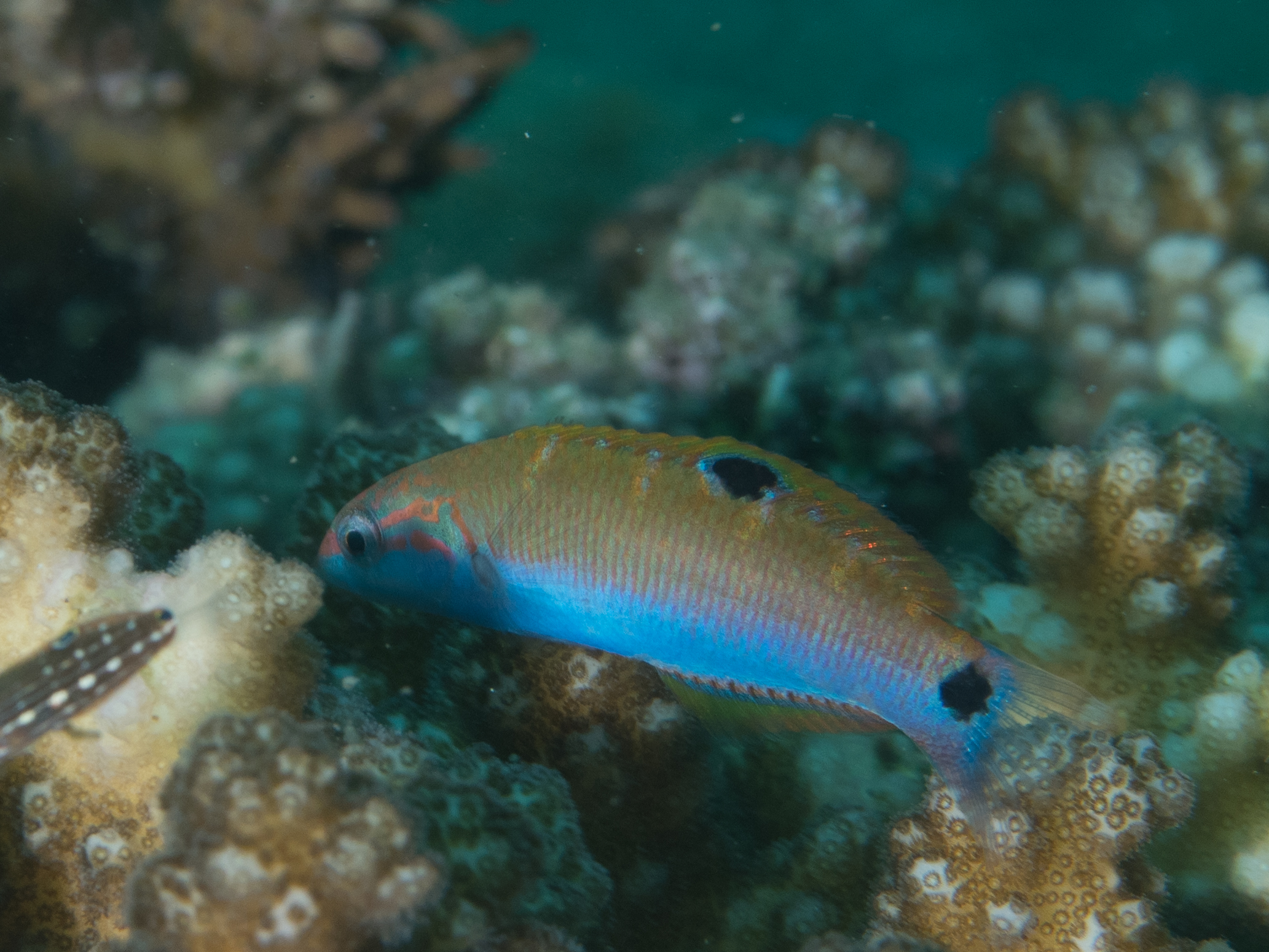
Cá con

T. lunare có chiều dài cơ thể tối đa được ghi nhận là 45 cm. Như những loài Thalassoma khác, T. lunare là một loài lưỡng tính tiền nữ (protogynous hermaphrodite), nghĩa là tất cả cá con đều phải trải qua giai đoạn trung gian là cá cái trước khi biến đổi hoàn toàn thành cá đực.
Cá trưởng thành (đực lẫn cái) có cơ thể màu xanh lục, nhưng cá đực sẫm màu xanh lam hơn, đặc biệt là trong quá trình tán tỉnh. Mỗi bên thân có các vạch sọc đứng màu đỏ trên vảy. Đầu có các vệt màu hồng tím. Thùy đuôi có màu hồng tím viền xanh óng, phần còn lại của đuôi màu vàng tươi. Vây ngực màu lam với một vệt đốm màu tím ở giữa, là đặc điểm phân biệt loài này với Thalassoma lutescens. Cá con có màu ô liu (nâu lục) với một đốm đen ở giữa vây lưng và một đốm tương tự giữa cuống đuôi.
Số gai ở vây lưng: 8; Số tia vây ở vây lưng: 13; Số gai ở vây hậu môn: 3; Số tia vây ở vây hậu môn: 11; Số tia vây ở vây ngực: 15.

## Sinh thái và hành vi

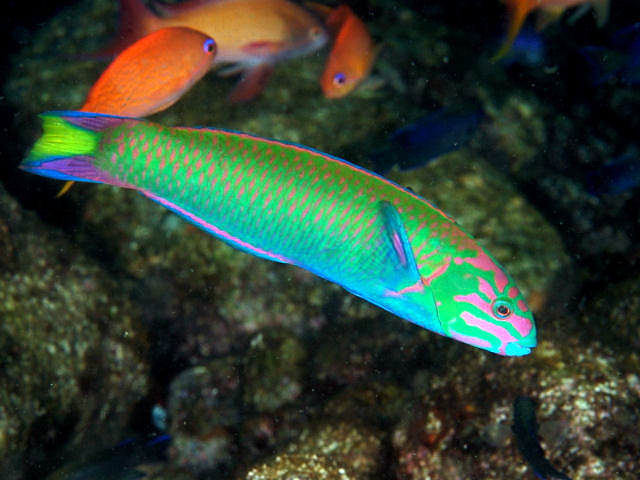
T. lunare × T. cupido

T. lunare sống đơn độc hoặc hợp thành từng nhóm. Thức ăn chủ yếu là các loài thủy sinh không xương sống và trứng cá, nhưng chúng cũng có thể ăn các loài cá nhỏ hơn.
T. lunare được ghi nhận là đã lai tạp với các loài cá bàng chài khác là Gomphosus varius (Tây Úc và rạn san hô Great Barrier), Thalassoma rueppellii (Biển Đỏ) và Thalassoma cupido (Nhật Bản).

## Thương mại
T. lunare là loài cá cảnh rất phổ biến được đánh bắt nhằm mục đích thương mại, tuy nhiên cũng được xem là một loài hải sản.